# Gorgone guttiluna
Gorgone guttiluna är en fjärilsart som beskrevs av Walker 1865. Gorgone guttiluna ingår i släktet Gorgone och familjen nattflyn. Inga underarter finns listade i Catalogue of Life.